# 长湖乡 (衡阳市)
长湖乡，是中华人民共和国湖南省衡陽市蒸湘区下辖的一个乡镇级行政单位。

## 行政区划
长湖乡下辖以下地区：
立新一社区、立新二社区、廖家湾社区、衡邵社区、立新村、大立村、松亭村和长湖村。